# Amazona de Jamaica becclara
L'amazona de Jamaica becclara (Amazona collaria) és una espècie d'ocell de la família dels psitàcids que habita la selva humida i conreus de les muntanyes de Jamaica.
És un lloro predominantment verd amb cua curta i gola i coll rosa. És endèmic de Jamaica, on l'hàbitat naturals són els boscos humits de terres baixes subtropicals o tropicals, els manglars subtropicals o tropicals, els boscos montans humits subtropicals o tropicals, les plantacions i els jardins rurals. Està amenaçat per la pèrdua d'hàbitat i la caça il·legal d'ocells silvestres per al comerç d'animals de companyia.
L'amazona de Jamaica becclara va ser una de les moltes espècies descrites originalment per Carl Linnaeus a la seva històrica 10a edició de Systema Naturae de 1758.

## Descripció
L'amazona de Jamaica becclara fa 28 cm de llarg. El plomatge és majoritàriament verd amb rosa a la gola, la part superior del pit i els costats del coll, i blau a les plomes de les ales més grosses. Les plomes sobre les orelles són de color blau verdós fosc. Els anells oculars blancs i nus estan envoltats per una vora estreta de plomatge blanc, que continua com una estreta franja blanca sobre el front. El plomatge sobre els lores és blau pàl·lid i la corona davantera és blava. Un aspecte barrat a l'esquena i els costats del coll sorgeix de les plomes verdes que tenen puntes i vores negres. Les plomes de la cua són verdes amb bases vermelles. El bec és groc, l'iris són marrons i les potes són roses. El mascle i la femella adults són idèntics en aspecte extern. Els juvenils tenen la mandíbula superior grisa i són, per altra banda, similar als adults.

## Distribució i hàbitat
L'amazona de Jamaica becclara es troba fins als 1200 m a l'illa de Jamaica, on és més abundant a les muntanyes John Crow, al mont Diablo i al Cockpit Country. Durant l'època de cria roman dins de la selva tropical.

## Estat de conservació
L'amazona de Jamaica becclara està classificada com a vulnerable per la Unió Internacional per a la Conservació de la Natura (UICN). Són una espècie protegida que figura a l'apèndix II del CITES, que il·legalitza el comerç i l'exportació d'ocells silvestres capturats. Les poblacions estan fragmentades i tenen una àrea de distribució petita. Està amenaçada per la pèrdua d'hàbitat, la captura il·legal per al comerç d'animals de companyia i la tala d'arbres amb cavitats de nidificació adequades. També estan amenaçades per la possible hibridació amb lloros Amazona com a mascota no endèmics, que ocasionalment escapen, sobretot durant la temporada d'huracans.

## Taxonomia i etimologia
El lloro de bec groc va ser descrit formalment el 1758 pel naturalista suec Carl Linnaeus a la desena edició del seu Systema Naturae. El va col·locar amb tots els altres lloros del gènere Psittacus i va encunyar el nom binomial Psittacus collarius. Linnaeus va basar la descripció en un relat del naturalista i col·leccionista irlandès Hans Sloane que es va publicar el 1725 en la seva obra The Natural History of Jamaica. Sloan va escriure que els lloros "es mengen al forn amb patates i tenen gust de colom". Linné va especificar per error la ubicació tipus com a "Amèrica" en lloc de Jamaica. L'amazona de Jamaica becclara és ara una de les trenta espècies classificades al gènere Amazona que va ser introduït pel naturalista francès René Lesson el 1830.
El nom del gènere és una versió llatinitzada del nom «Amazone» utilitzat al segle XVIII pel comte de Buffon. L'epítet específic collaria, «collarius» prové del llatí «collare» i significa “collar” o “cadena del coll”. L'espècie és monotípica: no es reconeixen subespècies.